# Rodolfus Agrikola
Rodolfus Agrikola je bio holandski humanista pre doba Erazma Roterdamskog, poznat po svom dobrom latinskom i jedan od prvih ljudi koji su živeli severno od Alpa koji dobro zna grčki. Do kraja svog života Agrikola je bio jevrejski učenjak, učitelj, muzičar i tvorac crkvene muzike, pesnik koji je pisao na latinskom I na maternjem jeziku, diplomata i sportista (bokser). Danas je najpoznatiji kao autor „De invention dialectica”, otac severno-evropskog humanizma I antisholastik krajem 15. veka.

## Biografija
Agrikola je rođen u holandskoj provinciji Bafl , Groningen, kao vanbračni sin sveštenika Hendrika Vries-a, koji je kasnije postao opat, I Zycka Huesman, ćerke bogatog farmera. Njegovo prvo ime bilo je Roelof Hulesman ili Huisman po nadimku njegove majke. Latinski pridev Phrisius ga je identifikovao kao Frizian.
Prvo je učio u proslavljenoj skoli Sveta Maarten u Groningen-u, njegov otac mu je pomogao da se upiše na univerzitet Erfurt (1458). Išao je na univerzitet Louvain (1465) gde se proslavio zbog svog izvanrednog latinskog I zbog svoje veštine u raspravi. Koncentrisao se na studije o Ciceronu I Kvintilijanu, I tokom svojih studija naučio je francuski I grčki. Na kraju svog života učio je hebrejski da bi pročitao Stari Zavet.
Tokom 1460-ih Agrikola je putovao u Italiju gde je sarađivao sa humanistickim državnicima. Od 1468. do 1475. godine učio je civilno pravo na univerzitetu Pavija a kasnije je otišao u Feraru gde je postao štićenik princa d’Este od Ferare, bio je učenik Teodora Ghaze I učio je lekcije poznatog Batiste Guarinia. U potpunosti se posvetio proučavanju klasičnih tekstova. Proslavio se po eleganciji svog latinskog stila I znanja o filozofiji. Takodje u Ferari se zaposlio kao orguljas u kapeli, tada je to bilo jedno od najbogatijih muzičkih ustanova u Evropi. Ostao je na tom položaju do 1479 posle čega se vratio na sever da postane sekretar grada Groningen-a.
1470. godine naučio je gluvo dete da komunicira usmeno I naučio ga je da pise. Taj njegov poduhvat je zabeležen u delu De invention dialectica.
Kada se opet vratio u Nemačku, proveo je vreme u Dilingen-u gde je nastao da se dopisuje sa humanističkim prijateljima I kolegama po Evropi, interesovanje za njegov projekat mu je išlo na ruku da promoviše studije klasičnog učenja I studia humanitatis. Ostao je nezavisni učenjak nevezan za uneverzitet I religijske ustanove – ta nezavisnost postala je simbol humanističkih učenjaka. U Diligen-u je 1479. godine zavrsio njegovo delo De invention dialectica.
Od 1480. do 1484. godine je bio zaposlen kao sekretar grada Groningena.
1481. godine Agrikola je proveo šest meseci u Briselu na dvoru nadvojvode Maximiliana. Prijatelji su pokušali da ga odgovore od prihvatanja nadvojvodinog potkroviteljstva, uplašili su se da bi nadvojvodin uticaj mogao da potkopa njegove filozofske ideale. On je takođe odbio ponudu da postane direktor latinske škole u Antverpenu.
1484. godine Agrikola se preselio u Hajdelberg po pozivu Johana Von Dalberga. Oni su se upoznali u Paviji I postali su bliski prijatelji u Hajdelbergu. Tada je Agrikola počeo da uči hebrejski I rekao je da će da objavi prevod Psalama. 1485. godine Dalbrg je poslat kao izaslanik kod Pape u Rim. Agrikola je pošao sa njim I ozbiljno se razboleo na njihovom putovanju.
Umro je ubrzo nakon što su se vratili u Hajdelberg.

## Zaostavština i uticaj
De inventione dialectica je uticala na stvaranju mesta za logiku u retoričkim studijama I bila je znacajna u edukaciju prvih humanista.
To je bio kritički I sistematski tretman ideja I pojmova povezanih sa dijalektikom. Značaj “De inventione dialectica” za istoriju argumentacije je to što je to spojilo umetnost dijalektike sa retorikom. Argumentacija se nije fokusirala na istinu nego na ono što je moglo biti rečeno sa razlogom. Dakle, Agrikola se fokusirao na Aristotelovu Topiku radije nego na Analitiku I na Cicerona, ali takodje na pisanje istoričara, pesnika I govornika. Dakle, za Agrikolu dijalektika je otvoreno polje umetnost traženja bilo čega što može biti rečeno sa bilo kakvim stepenom verovatnoće na bilo kakvu temu.
Takođe je uticalo na zajednicu gluvih. On je držao do toga da osoba koja je rođena gluva može da izrazi sebe tako sto ce zapisivati svoje misli. Knjiga nije objavljena do 1515. godine Njegova izjava da gluvi ljudi mogu da nauče jezik je jedna od najranijih pozitivnih izjava zabeleženih o ovoj temi. 
Agrikolin De formando studio (njegovo dugačko pismo o privatnim obrazovnim programima, bilo je štampano kao knjižica I uticala je na pedagoški uvid u ranom 16. veku). 
Agrikolina prava zaostavština je njegov lični uticaj nad drugima. Erazmo je obožavao Agrikolu , hvalivši ga u delu Adagia I nazvavši ga prvim koji je doneo bolju književnost iz Italije. Erazmo je gledao na njega kao očinsko-učiteljksu figuru.
Erazmo je zadao sebi misiju da osigura da se nekoliko Agrikolinih većih dela odštampa posle smrti Agrikole. Agrikolin književni izvršilac bio je Adopfus Oko, fizičar iz Augzburga. Oko 1530 učenika I sledbenika je skupljalo skripte koje je Agrikola ostavio I one su prerađene od strane Alardusa od Amsterdama.

## Dela
1. De Inventione Dialectica libri tres
2. Pisma: Agrikolina pisma
3. Petrarkin život
4. De nativitate Christi
5. De formando studio